# Вукасович, Зденко
Зде́нко Вука́сович (хорв. Zdenko Vukasović; 19 сентября 1941, Сплит — 19 мая 2021[…], Сплит) — югославский футболист, играл на позиции вратаря.

## Биография

### Игровая карьера
Вукасович начинал карьеру в клубе «Сплит», в котором отыграл три сезона. В 1962 году Вукасович перешёл в сплитский «Хайдук», но из-за высокой конкуренции на вратарскую позицию, он не смог стать основным вратарём. За четыре сезона в «Хайдуке» он сыграл 13 игр и 12 из них завершились победой «Хайдука», а после 13-го матча он потерял место в составе этой команды. 
В 1966 году принял решение покинуть родную страну и уехал в Бельгию, где подписал контракт с «Гентом». В «Генте» он сменил на вратарской позиции многолетнего голкипера команды Манса Сегерса, завершившего в том сезоне карьеру. Целый сезон он отыграл в качестве основного вратаря, но по итогам сезона «Гент» покинул Высший дивизион. 
В 1967 году перешёл в «Андерлехт», но в этой команде проиграл конкуренцию основному вратарю Жану-Мари Траппенье и за два сезона сыграл только 8 матчей.
В 1969 году перешёл в «Серкль Брюгге», где отыграл три сезона в качестве основного вратаря, сыграв за эту команду 84 матча. Завершил карьеру в клубе «Локерен», где играл в течение трёх сезонов.

### Смерть
Скончался 19 мая 2021 года в Сплите в возрасте 78 лет.